# South of Hell
South of Hell este un serial TV american din 2015 de ficțiune supranaturală și de groază. În rolul principal joacă actrița Mena Suvari. Serialul a fost comandat de WE tv care a făcut o cerere de opt episoade pentru un prim sezon care a avut premiera TV la 27 noiembrie 2015. Episoadele sunt disponibile online pe iTunes.

## Prezentare
În Charleston, Carolina de Sud, Maria și David Abascal sunt doi frați care lucrează ca vânători de demoni. În corpul Mariei se află un demon numit Abigail, care se hrănește cu Răul pe care Maria îl exorcizează din alte persoane. În timp ce  Maria duce lupta sa împotriva demonilor, ea trebuie să găsească o cale de a o exorciza pe Abigail din trupul ei. A scăpa de Abigail nu este o sarcină ușoară deoarece ea consideră că este extrem de atrăgător să locuiască adânc într-un suflet aflat în conflict, așa cum este cel al Mariei.

## Distribuție[5][6]
- Mena Suvari ca Maria Abascal, vânător de demoni
- Zachary Booth ca David Abascal, fratele Mariei
- Bill Irwin ca Enos Abascal, tată lui Grace, Maria și al lui David și conducător de cult
- Drew Moerlein ca Dusty, om bun la toate, fost militar, vecinul Mariei
- Lamman Rucker ca Rev. Elijah Bledsoe, un preot
- Paulina Singer ca Grace, fiica reverendului
- Lydia Hearst ca Charlotte Roberts
- Slate Holmgren ca Sweetmouth, distribuitorul local de droguri
- Lauren Velez ca Tetra, un informator spiritual

## Episoade
| Nr. | Titlu                   | Regizat de       | Scris de                           | Data difuzării    | SUA telespectatori (milioane) |
| --- | ----------------------- | ---------------- | ---------------------------------- | ----------------- | ----------------------------- |
| 1   | „Demons are Forever”    | Eli Roth         | Matt Lambert                       | 27 noiembrie 2015 | 0.122                         |
| 2   | „Judge and Fury”        | Rachel Talalay   | Matt Lambert & Jacob Epstein       | 27 noiembrie 2015 | 0.122                         |
| 3   | „I See You”             | Jennifer Lynch   | Kiersten Van Horne                 | 27 noiembrie 2015 | TBA                           |
| 4   | „White Noise”           | Rachel Talalay   | John E. Deaver & William S. Walker | 27 noiembrie 2015 | TBA                           |
| 5   | „The One That Got Away” | Jennifer Lynch   | Jessica Brickman                   | 27 noiembrie 2015 | TBA                           |
| 6   | „South of the Border”   | Jeremiah Chechik | Matt Lambert & Jacob Epstein       | 27 noiembrie 2015 | TBA                           |
| 7   | „Take Life Now”         | Ti West          | Matt Lambert & Jacob Epstein       | 27 noiembrie 2015 | TBA                           |
| 8   | „Blood Relations”       | Jeremiah Chechik | Matt Lambert & Jacob Epstein       | 27 noiembrie 2015 | TBA                           |

## Producție
Ti West, Rachel Talalay, Jennifer Lynch și Jeremiah Chechik au regizat episoade diferite. Tema muzicală de deschidere a serialului este cântecul "Wild Side" al trupei Cross My Heart Hope To Die.